# Juvic Pagunsan
Juvic Pagunsan (Manila, 11 maggio 1978) è un golfista filippino, attivo principalmente nel Japan Golf Tour.
È vincitore della medaglia d'oro nell'individuale ai Giochi del Sud-est asiatico di Kuala Lumpur 2001 e Manila 2005.

## Carriera
Nato a Manila, proviene da una famiglia di golfisti: il padre Juanito e lo zio Rey sono anch'essi giocatori professionisti. Inizia a praticare tale disciplina sotto la guida del padre all'età di 15 anni.
Rappresenta le Filippine ai Giochi del Sud-est asiatico di Kuala Lumpur 2001, dove vince l'oro nell'individuale e il bronzo nelle squadre, e a quelli di Manila 2005, dove si fregia dell'oro sia nell'individuale che nelle squadre. Nel 2004 si laurea vicecampione al prestigioso Philippine Open, battuto solamente dallo statunitense Michaels.
Grazie al 50º posto nel rank mondiale assegnatogli dalla International Golf Federation (IGF), nel giugno 2021 ottiene l'accesso alle Olimpiadi di Tokyo 2021, divenendo così uno dei tre golfisti dell'arcipelago qualificati – assieme alle giovani emergenti Sasō e Pagdanganan – e il più anziano membro della delegazione filippina in Giappone. Malgrado un promettente inizio al
torneo individuale maschile del Kasumigaseki Country Club, nelle giornate successive Pagunsan esce definitivamente dalla lotta per il podio e si deve accontentare della 55ª piazza finale (66 73 76 e 70 per un totale di 285 colpi, +1 sopra il par).